# Søndervig
Søndervig ist ein Küstenort in der Ringkøbing-Skjern Kommune in der Region Midtjylland, Dänemark.

## Lage
Søndervig liegt direkt an der dänischen Nordseeküste, etwa 8 km westlich von Ringkøbing. Der Ort befindet sich nordwestlich des Ringkøbing Fjord am nördlichen Ende des Holmsland Klit (Holmsland-Düne).

## Geschichte
Die traditionell wichtigsten Wirtschaftszweige Westjütlands waren über Jahrhunderte Landwirtschaft und Fischerei. Ende des 19. Jahrhunderts begann der Badetourismus in Søndervig an Beliebtheit zu gewinnen und 1884 wurde das mittlerweile abgerissene Søndervig Badehotel erbaut. Ab den frühen 1920er Jahren wurden erste Ferienhäuser auf Holmsland Klit errichtet. Im Laufe des Zweiten Weltkriegs wurde der damals 161 Einwohner zählende Ort besetzt. So wurde im Zuge des Atlantikwall-Bauprogrammes nahe dem Ort eine Festungsanlage errichtet. In den 1980er Jahren entwickelte sich der Ort zu einem Tourismuszentrum in der näheren Umgebung. Dementsprechend richtete sich die Siedlung auf den Tourismus aus und zahlreiche Geschäfte, Supermärkte und Restaurants siedelten sich an, obwohl Søndervig weniger als 200 permanente Einwohner zählt.

## Tourismus

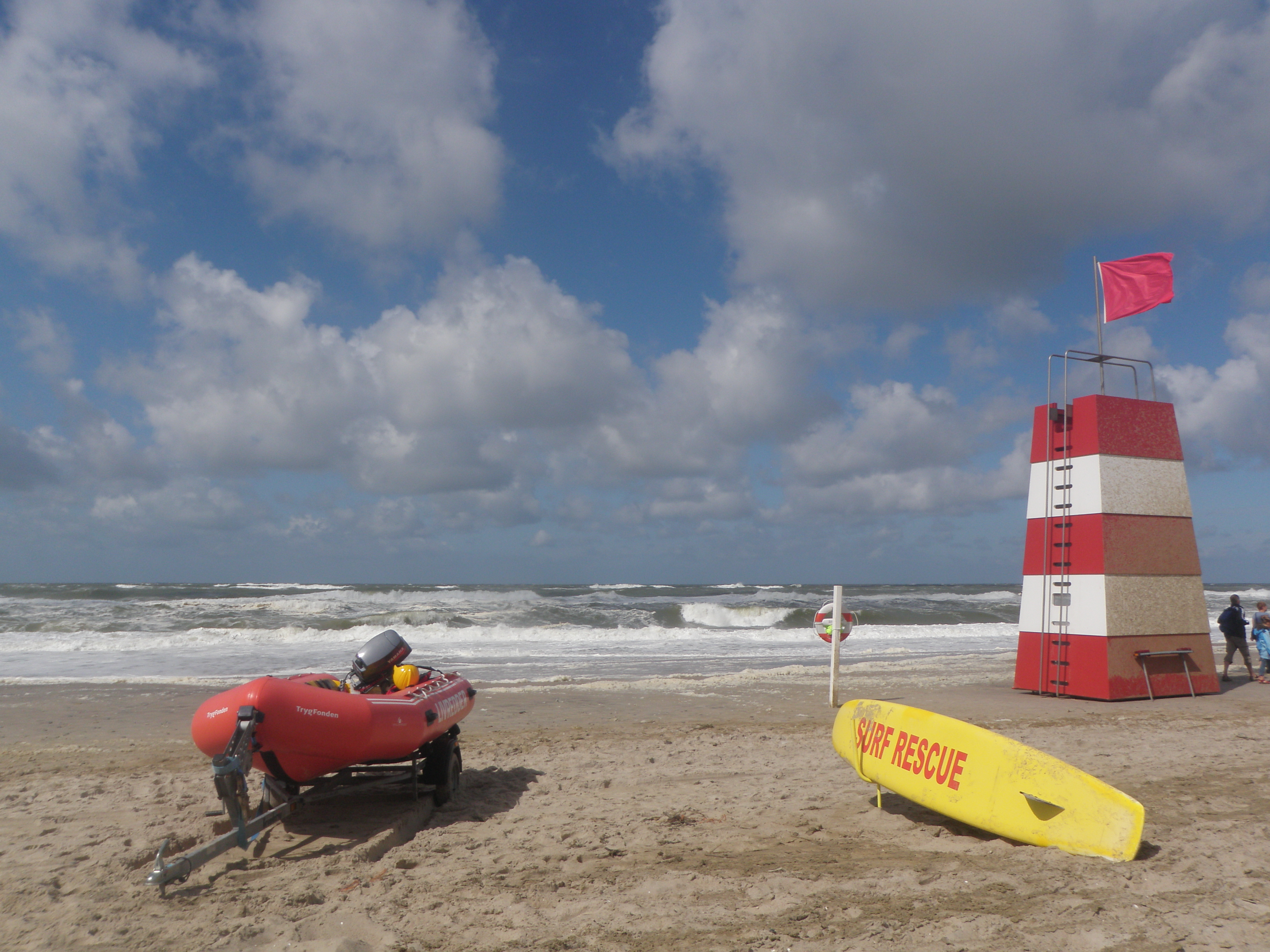
Strand bei Søndervig

In seiner Geschichte als Badeort hat Søndervig eine stetige Entwicklung durchlaufen. Heute besteht ein Großteil des Ortes aus Ferienhäusern. Es wird geschätzt, dass auf die 200 Einwohner des Ortes in der Urlaubszeit 5000 Touristen kommen.
Seit 2003 findet jährlich ein internationales Sandskulpturen-Festival statt, bei dem bis zu 12.000 Tonnen Sand zu einer gebogenen Wand von rund 200 m Breite und ca. 7 m Höhe mit ineinanderfließenden Kunstwerken geschichtet werden. Zusätzlich können mehrere etwa 3 m hohe freistehende Skulpturen betrachtet werden. Unweit entfernt befindet sich ein Golfplatz. Am 9. Juni 2022 eröffnete Lalandia seinen neuesten Ferienpark  in Søndervig.